# Sofokli Koçi
Sofokli Koçi (ur. 10 lipca 1948 w Lushnji, zm. 27 listopada 2016 w Pogradcu) – albański rzeźbiarz.

## Życiorys
Pochodził z rodziny robotniczej, był synem Sotira Koçiego. Po ukończeniu liceum artystycznego Jordan Misja w Tiranie, rozpoczął studia w Instytucie Sztuk Pięknych w klasie rzeźby, pod opieką Mumtaza Dhramiego. Po studiach pracował w fabryce porcelany. Od 1970 był członkiem Ligi Pisarzy i Artystów Albanii.

## Twórczość
Większość dzieł Koçiego nawiązuje do okresu Odrodzenia Narodowego (Rilindja Kombetare) i kształtowania państwo komunistycznego. Rzeźby z lat 80., takie jak Kolejarze (Hekurthyesi) czy Dzień świąteczny (Dite feste) powstały w konwencji realizmu socjalistycznego. Pozostawił po sobie także serię rzeźb portretowych (w tym portret rzeźbiarza Odhise Paskaliego). Siedemnaście prac artysty znajduje się w zbiorach Narodowej Galerii Sztuki w Tiranie. Od 1990 Koçi mieszkał i tworzył w Pogradcu. Władzom miasta ofiarował dzieła powstałe w ostatnim okresie jego twórczości.